# نيكولا بافليشيفيتش
نيكولا بافليشيفيتش مواليد 13 أغسطس 1988 في نيكشيتش، جمهورية يوغوسلافيا الاشتراكية الاتحادية، هو لاعب كرة سلة مونتينيغري. بدأ مسيرته الاحترافية في سنة 2006. يحمل الرقم 44.

## المسيرة الاحترافية
لعب مع نادي هالمان فيينا لكرة السلة في موسم 2013–2014، ثم لعب مع نادي أوليمبيا لكرة السلة في سنة 2016، ثم لعب مع نادي سولنوكي أولاي لكرة السلة في سنة 2016.

## روابط خارجية
- نيكولا بافليشيفيتش على موقع الاتحاد الدولي لكرة السلة (الإنجليزية)
- نيكولا بافليشيفيتش على موقع كرة السلة الأوروبية.كوم (الإنجليزية)
- نيكولا بافليشيفيتش على موقع ريلجم (الإنجليزية)
- نيكولا بافليشيفيتش على موقع بروبوليرز (الإنجليزية)